# Resolutie 1689 Veiligheidsraad Verenigde Naties
Resolutie 1689 van de Veiligheidsraad van de Verenigde Naties werd unaniem door de VN-Veiligheidsraad aangenomen op 20 juni 2006. De resolutie schrapte de sancties tegen hout uit Liberia en verlengde die tegen diamanten met een half jaar.

## Achtergrond
Na de hoogtijdagen onder het decennialange bestuur van William Tubman, die in 1971 overleed, greep Samuel Doe de macht. Diens dictatoriale regime ontwrichtte de economie en er ontstonden rebellengroepen tegen zijn bewind, waaronder die van de latere president Charles Taylor. In 1989 leidde de situatie tot een burgeroorlog waarin de president vermoord werd. De oorlog bleef nog doorgaan tot 1996. Bij de verkiezingen in 1997 werd Charles Taylor verkozen en in 1999 ontstond opnieuw een burgeroorlog toen hem vijandige rebellengroepen delen van het land overnamen. Pas in 2003 kwam er een staakt-het-vuren en werden VN-troepen gestuurd. Taylor ging in ballingschap en de regering van zijn opvolger werd al snel vervangen door een overgangsregering. In 2005 volgden opnieuw verkiezingen, waarna Ellen Johnson-Sirleaf de nieuwe president werd.

## Inhoud

### Waarnemingen
De Veiligheidsraad verwelkomde de snelle vooruitgang die president Ellen Johnson-Sirleaf boekte bij de heropbouw van het land en die de regering boekte bij het onder controle brengen van de bosbouw in het land om zo aan de voorwaarden te voldoen om de sancties die met resolutie 1521 waren opgelegd te beëindigen. Vooruitgang in de houtkapsector werd nog wel wat tegengehouden door een gebrek aan wetgeving.
Voorts bleef Liberia ook meewerken aan het Kimberley-Proces dat een certificeringssysteem ontwikkelde voor de wereldhandel in ruwe diamant. De aanwezigheid van UNMIL bleef nodig om voor de veiligheid te zorgen en de regering te helpen om heel het grondgebied, en vooral de hout- en grensregio's, onder controle te krijgen.

### Handelingen
De Veiligheidsraad vond dat Liberia voldoende vooruitgang had gemaakt en hief het verbod op de invoer van houtproducten uit Liberia op. Die maatregelen zou binnen 90 dagen herzien worden. Dan zouden ze opnieuw ingaan, tenzij Liberia de nodige wetgeving inzake bosbouw had aangenomen.
Het invoerverbod van diamanten uit Liberia werd met zes maanden verlengd en zou na vier maanden worden herzien als het land tegen dan een internationaal verifieerbaar en transparant systeem met certificaten van oorsprong had opgezet.
Ten slotte werd de secretaris-generaal gevraagd het panel van experts dat toezag op de sancties tegen Liberia met zes maanden te verlengen.

## Verwante resoluties
- Resolutie 1667 Veiligheidsraad Verenigde Naties
- Resolutie 1683 Veiligheidsraad Verenigde Naties
- Resolutie 1694 Veiligheidsraad Verenigde Naties
- Resolutie 1712 Veiligheidsraad Verenigde Naties

Lijst ·  1652 ·  1653 ·  1654 ·  1655 ·  1656 ·  1657 ·  1658 ·  1659 ·  1660 ·  1661 ·  1662 ·  1663 ·  1664 ·  1665 ·  1666 ·  1667 ·  1668 ·  1669 ·  1670 ·  1671 ·  1672 ·  1673 ·  1674 ·  1675 ·  1676 ·  1677 ·  1678 ·  1679 ·  1680 ·  1681 ·  1682 ·  1683 ·  1684 ·  1685 ·  1686 ·  1687 ·  1688 ·  1689 ·  1690 ·  1691 ·  1692 ·  1693 ·  1694 ·  1695 ·  1696 ·  1697 ·  1698 ·  1699 ·  1700 ·  1701 ·  1702 ·  1703 ·  1704 ·  1705 ·  1706 ·  1707 ·  1708 ·  1709 ·  1710 ·  1711 ·  1712 ·  1713 ·  1714 ·  1715 ·  1716 ·  1717 ·  1718 ·  1719 ·  1720 ·  1721 ·  1722 ·  1723 ·  1724 ·  1725 ·  1726 ·  1727 ·  1728 ·  1729 ·  1730 ·  1731 ·  1732 ·  1733 ·  1734 ·  1735 ·  1736 ·  1737 ·  1738